# Xpressair
Xpressair war eine indonesische Fluggesellschaft mit Sitz in Ampenan und Basis auf dem Flughafen Makassar.
Die Fluggesellschaft stellte im Februar 2021 den Betrieb ein.

## Flotte
Mit Stand Oktober 2020 bestand die Flotte der Xpressair aus sechs Flugzeugen mit einem Durchschnittsalter von 27,4 Jahren:
| Flugzeugtyp     | Anzahl | bestellt | Anmerkungen |
| --------------- | ------ | -------- | ----------- |
| ATR 42-300      | 2      |          |             |
| Boeing 737-300  | 1      |          |             |
| Dornier 328-100 | 3      |          |             |
| Gesamt          | 6      | –        |             |

### Ehemalige Flotte
- Boeing 737-500